# Brennes
Brennes település Franciaországban, Haute-Marne megyében. Lakosainak száma 124 fő (2022. január 1.). Brennes Flagey, Longeau-Percey, Noidant-le-Rocheux, Orcevaux, Verseilles-le-Haut, Bourg és Saints-Geosmes községekkel határos.

## Népesség
A település népességének változása:
| Lakosok száma | 119  | 131  | 137  | 128  | 136  | 147  | 133  | 123  | 120  | 124  |
|               | 1968 | 1982 | 1990 | 2006 | 2013 | 2015 | 2017 | 2019 | 2020 | 2022 |